# Селе (река)
Селе (Sele) е река в югозападна Италия.
Извира от Монте Пафлагоне в град Капоселе, в провинция Авелино и тече през регион Кампания. Дълга е 64 км. Нейни леви притоци са Танагро и Калоре Лукано. Влива се в Салернския залив в Тиренско море близо до Пестум.
През древността се казва Силарус. По време на Римската империя е важен транспортен път.
При реката се състои през 212 пр.н.е. битката при Силарус между римляните с командир Марк Центений Пенула и Ханибал. По-късно през 71 пр.н.е. до реката се провежда битка на римляните с командир Марк Лициний Крас против въстаналите роби, при която е убит Спартак.